# Лозаннская школа
Лоза́ннская шко́ла маржинали́зма — одна из научных школ неоклассического направления в экономической теории конца XIX — начала XX века. Основные представители — Леон Вальрас (1834—1910) и Вильфредо Парето (1848—1923).

## Общая характеристика
Из всех направлений маржинализма лозаннская школа сыграла наибольшую роль в формировании неоклассической школы. По сути, неоклассическое направление в значительной мере можно трактовать в качестве соединения учения лозаннской школы с находками Дж. Б. Кларка и А. Маршалла.
Именно представители лозаннской школы, наряду с английскими маржиналистами У. С. Джевонсом и Ф. И. Эджуортом, оказались инициаторами внедрения в экономическую науку математических методов, особенно методов дифференциального исчисления.
Другой важной характеристикой подхода лозаннцев к анализу экономики было её уподобление механическим системам. В этом они резко отличались от австрийцев и были близки к экономистам-классикам; более того, можно сказать, что по механистичности своего анализа они пошли гораздо дальше последних. Для классиков уподобление экономики механическим объектам имело значения с точки зрения выдвижения идеи о том, что ей внутренне присущи универсальные и объективные законы. Что же касается представителей лозаннской школы, то для них такое уподобление было важно потому, что позволяло представлять экономику как равновесную систему.
Это ещё одна, быть может, самая значительная характеристика подхода лозаннцев. Они впервые осуществили анализ хозяйства с точки зрения общего равновесия; впоследствии моделирование на основе идеи общего равновесия стало одной из характерных черт магистрального направления современной экономической теории. Не случайно главный труд основателя лозаннской школы и одного из творцов маржиналистской революции Л. Вальраса был назван Й. Шумпетером «Великой Хартией точной экономической науки», а Т. Нэгиси — «Библией современной неоклассической экономической теории».

## Методология экономического анализа Л. Вальраса
Согласно Л. Вальрасу, экономическая теория состоит из трёх частей: чистая, прикладная и социальная теории. Основанием такого деления служит его определение общественного богатства. Общественное богатство — совокупность материальных и нематериальных благ, которые являются редкими, то есть, с одной стороны, представляют для нас определённую полезность, а с другой стороны, количество их в нашем распоряжении ограниченно. Из ограниченности количества этих благ вытекают три следствия: эти блага суть объект присвоения; они являются объектом обмена; они есть предмет промышленного производства.
Отсюда можно выделить три главных экономических явления, или три главных аспекта общественного богатства: обмен (меновая стоимость), производство (промышленность) и распределение (собственность). Соответственно, возможны три точки зрения на общественное богатство: чистая, прикладная и социальная теории, каждая из которых изучает свою сферу экономики. В современной терминологии чистая теория представляет собой позитивную теорию функционирования рыночного механизма, прикладная теория — нормативную теорию оптимального размещения ресурсов, а социальная теория — нормативную теорию оптимального распределения дохода. При этом Л. Вальрас осуществил систематическую разработку только чистой теории.

## Концепция кругооборота Л. Вальраса
Свой анализ Л. Вальрас начинает с классификации благ. Среди благ, составляющих общественное богатство, можно выделить капитальные и скоротечные [fongible] блага. Первые используются более одного раза, тогда как вторые — только один раз. Капитальные блага состоят из земли, личных способностей и собственно капитала. Скоротечные блага делятся на предметы потребления и сырые материалы. Предметы потребления имеют непосредственную полезность, в то время как капитальные блага и сырьё — косвенную. Каждое благо оказывает человеку услуги: потребительские блага — потребительские услуги, капитал и сырьё — производительные услуги.
В обществе существуют четыре класса: землевладельцы, работники, капиталисты и предприниматели. Первые три класса владеют капитальными благами. Функция предпринимателей состоит в том, чтобы объединять различные капитальные блага в разных сочетаниях с тем, чтобы с помощью их производительных услуг создавать новые блага в сельском хозяйстве, промышленности и торговле.
Таким образом, мы можем выделить два разных рынка: рынок услуг (ресурсов, капитальных благ) и рынок продуктов (конечных благ). На первом землевладельцы, работники и капиталисты продают предпринимателям свои производительные услуги. На втором предприниматели продают землевладельцам, работникам и капиталистам конечные блага.

## Модель общего экономического равновесия Л. Вальраса
Общее равновесие предполагает установление равновесия в обмене и производстве. Равновесие в обмене означает, что эффективный (фактический) спрос на производительные услуги (продукты) равен эффективному предложению производительных услуг (продуктов). Равновесие в производстве означает, что цена каждого продукта равна издержкам на его изготовление, включающим в себя и нормальную прибыль как вознаграждение за капитал.
Подобное состояние равновесия в производстве и обмене представляет собой случай идеальный, а не реальный. Никогда не бывает такого, чтобы продажная цена продукта абсолютно точно равнялась издержкам на производство этого блага, так же как не имеет места точное соответствие эффективного спроса эффективному предложению. Но такое состояние можно назвать нормальным в том смысле, что экономика, действующая в условиях абсолютно свободной конкуренции, стремится к нему. В такой ситуации, если цена продукта превышает издержки его изготовления, предприниматели получают сверхприбыль и начинают расширять производство. Если же цена продукта ниже издержек его изготовления, предприниматели несут убытки и начинают сокращать выпуск. В результате изменяются цены конечных благ и устанавливается общее равновесие.
Каким же образом устанавливается общее экономическое равновесие? Рассмотрим в целях простоты модель бартерной экономики, в которой отсутствует производство. В этой экономике имеется {\displaystyle n} благ, причём {\displaystyle n}-e благо выступает в качестве счётной единицы [numeraire], или денег. Цена каждого блага выражается в этой счётной единице. Пусть {\displaystyle P_{i}/P_{n}} — цена {\displaystyle i}-го блага, отнесённая к цене {\displaystyle n}-го блага (относительная цена). Предположим, что {\displaystyle P_{n}=1}, тогда цена {\displaystyle i}-го блага будет равна {\displaystyle P_{i}}. В начале обмена каждый хозяйствующий субъект имеет определённый запас (надел) различных благ, в том числе денег. Общая полезность этого запаса зависит от предельной полезности каждого блага в распоряжении индивида. Цель индивида состоит в максимизации своей полезности. Этого он может добиться, обменивая принадлежащие ему блага с меньшей предельной полезностью на блага, принадлежащие другим индивидам и представляющие для него большую полезность. Естественно, что при этом предельная полезность каждого блага взвешивается с учётом его относительной цены (второй закон Госсена), а также относительных цен других благ. Следовательно, спрос на {\displaystyle i}-е благо, так же как и предложение этого блага, есть функции относительных цен всех благ:
{\displaystyle D_{i}=D_{i}(P_{1},...,P_{n-1})}; (1)
{\displaystyle S_{i}=S_{i}(P_{1},...,P_{n-1})}. (2)
Общее экономическое равновесие означает, что спрос и предложение на каждом рынке равны, то есть количество блага, выставленного на продажу, равно количеству блага, которое желают приобрести покупатели. Равенство этих количеств обеспечивается благодаря относительной цене блага. Равновесная цена устанавливается в модели Вальраса в ходе так называемого процесса «нащупывания» [tatonnement]. На рынке действует особое лицо — аукционщик, — которое наблюдает за ходом дел в экономике и выкрикивает относительные цены на блага. Потом участники обмена сообщают аукционщику, какое количество того или иного блага они хотели бы продать или купить при данных ценах. Если при этом спрос не равен предложению (имеется избыток спроса ({\displaystyle D_{i}>S_{i}}) или избыток предложения ({\displaystyle D_{i}<S_{i}}), аукционщик назначает новые цены. Причём здесь действует следующее правило: если был избыток спроса, — цена повышается, если избыток предложения, — цена понижается. Обмен состоится только тогда, когда набор относительных цен, объявленный аукционщиком, окажется равновесным. Математически, чтобы найти этот набор, состоящий из {\displaystyle n-1} цены, необходимо решить {\displaystyle n-1} уравнение (цена {\displaystyle n}-го блага — денег — задана):
{\displaystyle D_{i}(P_{1},...,P_{n-1})=S_{i}(P_{1},...,P_{n-1});i=1,...,n-1}. (3)
Количество уравнений здесь равно количеству неизвестных, а потому данная система будет иметь единственное решение, то есть равновесный набор относительных цен существует и он единствен. Отсюда мы можем вывести так называемый закон Вальраса:
{\displaystyle \sum P_{i}D_{i}=\sum P_{i}S_{i}}, (4)
который гласит, что величина совокупного спроса равна величине совокупного предложения. Иными словами, сумма избыточного спроса и предложения на всех рынках должна всегда равняться нулю. Следовательно, если n-1 находится в равновесии (то есть ни на одном из них нет ни избыточного спроса, ни избыточного предложения), то n-й рынок также должен быть в равновесии. Таким образом, закон Вальраса отнюдь не предполагает, что экономика всегда находится в равновесии, то есть на всех рынках отсутствует избыток спроса или предложения. Просто на уровне всего народного хозяйства все эти избытки в стоимостном выражении «взаимопогашаются».
Как видно из модели общего равновесия, деньги играют в ней пассивную роль счётной единицы (меры стоимости), в которой выражается стоимость остальных благ. Здесь необходимо различать относительные и абсолютные цены. Относительная цена есть цена одного блага, отнесенная к цене другого блага. Абсолютная цена есть цена денег (Pn), или общий уровень цен. Хозяйствующих субъектов интересуют только относительные цены. Так, если я продавец ткани, то падение относительной цены продаваемого мною блага по отношению, скажем, к хлебу (независимо от того, чем это было вызвано: выросла ли цена хлеба, или упала цена ткани) означает, что, продав прежнее количество ткани, я смогу купить лишь меньшее количество хлеба. Абсолютная цена зависит от количества денег в обращении. Изменение денежной массы приводит к пропорциональному изменению абсолютного уровня цен. Так, если количество денег утроилось, то и абсолютные цены должны утроиться: цена каждого блага утраивается, и относительные цены остаются неизменными. Как следствие, изменение денежной массы не влечет за собой изменения реальных величин (спрашиваемых и предлагаемых количеств благ).
Таким образом, подход Л. Вальраса к процессу ценообразования базировался в значительной мере на идеях О. Курно и отличался от подхода Г. Госсена — У. С. Джевонса — Ф. И. Эджуорта, отрицавших, что продавцы на рынке сталкиваются с уже «готовой» ценой. Если же Ф. И. Эджуорт при описании рыночного механизма опирался на концепцию перезаключения контрактов, то Л. Вальрас — на концепцию нащупывания. Однако, как и идея «перезаключения», концепция «нащупывания» нереалистична, ведь в рыночной экономике реального мира нет аукционщика, и сделки зачастую осуществляются по неравновесным ценам.
Кроме того, ввиду действий аукционщика, в вальрасовской модели общего равновесия покупки и продажи оказываются абсолютно синхронизированными во времени. Поэтому у хозяйствующих субъектов не возникают стимулов к использованию денег в качестве средств обращения и сбережения. Тем самым, с помощью модели Л. Вальраса невозможно объяснить существование денег в рыночной экономике.

## Развитие учения лозаннской школы В. Парето
Заслуга дальнейшего развития учения лозаннской школы принадлежит В. Парето, справедливо рассматриваемого в качестве одного из непосредственных создателей неоклассической парадигмы экономического анализа.
Прежде всего, В. Парето попытался избавить экономическую науку от чрезмерной субъективности и психологизма, и в частности, от идеи ценности, базирующейся на количественном измерении полезности. Он предложил заменить термин «полезность» понятием «предпочтения» или «выгодности» [ophelimite]. Выгодность — понятие относительное: его можно использовать при сравнении двух или нескольких благ, а точнее, их наборов, отметив, что один набор благ выгоднее или предпочтительнее другого. Непосредственного измерения или соизмерения полезности при этом не требуется.
Для формализованного анализа выгодности наборов благ В. Парето воспользовался инструментарием кривых безразличия, впервые предложенным Ф. И. Эджуортом. Но если же последний применял его для определения равновесной цены в ходе функционирования рыночного хозяйства, то В. Парето использовал этот инструмент для анализа исследования определения оптимума потребления. Другое различие в применении данного инструментария между Ф. И. Эджуортом и В. Парето заключалось в том, что последний оперировал не кривыми на плоскости, а поверхностью в трёхмерном пространстве. В рамках его подхода взаимное пересечение поверхностей безразличия давало «тропинки» оптимального восхождения от одного уровня предпочтений к другому с минимальной тягостью.
Естественно, В. Парето также занимался развитием модели общего равновесия своего старшего коллеги по лозаннской школе. В частности, он выделил пять необходимых и достаточных условий для достижения общего равновесия в рыночной экономике.
1. Взвешенные по ценам предпочтения равны для всех товаров.
2. Доходы и расходы каждого из хозяйствующих субъектов равны.
3. Переход от неравновесного состояния к равновесному не требует изменений в объёмах предложения благ.
4. Цены готовых продуктов равны издержкам их производства.
5. Производительные блага полностью используются в процессе производства.

Наконец, В. Парето внёс огромный вклад в нормативную теорию оптимального размещения ресурсов (то есть, по терминологии Л. Вальраса, в прикладную теорию). Им был сформулирован знаменитый критерий оптимальности размещения ресурсов, известный под названием «Парето-оптимум» или «оптимум по Парето». Согласно этому критерию, размещение ресурсов является оптимальным с общественной точки зрения, если посредством производства и обмена товаров и услуг нельзя увеличить благосостояние хотя бы одного хозяйствующего субъекта без уменьшения благосостояния какого-либо другого субъекта. При несоблюдении этого требования возможности оптимального размещения ресурсов ещё не полностью использованы, и можно увеличить благосостояние хотя бы одного субъекта без причинения ущерба всем остальным.

## Основные работы
- Л. Вальрас «Элементы чистой политической экономии» [«Elements d’economie politique pure»] (1874);
- В. Парето «Учебник политической экономии» [«Manuale di economia politica»] (1906).